# Сичівка (притока Івотки)
Сичівка — річка в Росії, у Севському районі Брянської області. Ліва притока Івотки (басейн Дніпра).

## Опис
Довжина річки 15 км., похил річки — 2,9 м/км. Площа басейну 95 км².

## Розташування
Бере початок на південному сході від Лемешівки. Тече переважно на південний захід через Робочий, Лісозавод і впадаєу річку Івотку, ліву притоку Десни.